# Montipora danae
Montipora danae är en korallart som först beskrevs av Milne Edwards och Jules Haime 1851.  Montipora danae ingår i släktet Montipora och familjen Acroporidae. IUCN kategoriserar arten globalt som livskraftig. Inga underarter finns listade i Catalogue of Life.